# FK Železničar Belgrade
Maillots
Dernière mise à jour : 5 juin 2012.
Le Fudbalski Klub Železničar Belgrade (en serbe : Фудбалски Клуб Железничар Београд), plus couramment abrégé en Železničar Belgrade, est un club serbe de football fondé en 1924, et basé à Belgrade, la capitale du pays.

## Histoire
Le FK Železničar Beograd a été constitué en 1924, par un groupe de travailleurs de la gare principale de Belgrade, d'où son nom de Železničar, qui renvoie à l'expression serbe Železnička stanica, la « gare ferroviaire ».
En 1995, le club est devenu membre de la Ligue serbe de Belgrade ; dans ce cadre, le plus grand succès du club fut atteint en 1999, quand il fut admis dans le Championnat de Serbie de football D2, où il resta jusqu'en 2003.
Au cours de la saison 2009-2010, l'équipe a joué dans la Ligue Serbe de Belgrade, l'équivalent de la 3e division serbe.

## Personnalités du club

### Présidents du club
- Dejan Đuričanin

### Entraîneurs du club
| - Mikica Arsenijević - Rajko Mitić - Miroljub Čolović | - Božidar Milenković - Tomislav Savić - Goran Kalušević | - Goran Kalušević - Milan Mladenović - Boško Vukojević |

### Anciens joueurs du club
Les joueurs les plus importants du club au cours de son histoire furent :
| - Mikica Arsenijević - Rajko Mitić - Sava Antić - Sreten Davidović | - Radomir Čabrić - Branimir Banjac - Dragan Nikolić - Duško Košutić | - Branko Rajić - Nešat Sulejmani - Ivan Lakicevic |